# 哈密顿力学

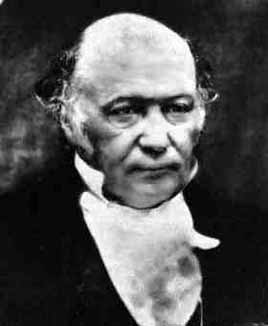
威廉·哈密顿

哈密顿力学是哈密顿于1833年建立的经典力学的重新表述，它由拉格朗日力学演变而来。哈密顿力学与拉格朗日力学不同的是前者可以使用辛空间而不依赖于拉格朗日力学表述。关于这点请参看其数学表述。
适合用哈密顿力学表述的动力系统称为哈密顿系统。

## 作为拉格朗日力学的重新表述
从拉格朗日力学开始，运动方程基于广义坐标
{\displaystyle \left\{\,q_{j}|j=1,\ldots ,N\,\right\}}
而相应的广义速度为
{\displaystyle \left\{\,{\dot {q}}_{j}|j=1,\ldots ,N\,\right\}}
通过延伸记号的意义，可以将拉格朗日函数写作
{\displaystyle L(q_{j},{\dot {q}}_{j},t)}
其中带下标的变量视为所有N个该类型的变量。哈密顿力学的目标是用广义动量（也称为共轭动量）变量取代广义速度。这样一来，就可能处理特定的系统，例如量子力学的某些方面，否则其表述会更复杂。
对于每个广义速度，有一个对应的共轭动量，定义为：
{\displaystyle p_{j}={\partial L \over \partial {\dot {q}}_{j}}}
在直角坐标系中，广义动量就是物理上的线性动量。在极坐标中，对应角速度的广义动量就是物理上的角动量。对于广义坐标的任意选取，可能不能找到共轭动量的直观解释。
在依赖于坐标的表述中不太明显的一点是：不同的广义坐标实际上无非就是同一辛流形的不同坐标表示。
哈密顿量是拉格朗日量的勒让德变换：
{\displaystyle H\left(q_{j},p_{j},t\right)=\sum _{i}{\dot {q}}_{i}p_{i}-L(q_{j},{\dot {q}}_{j},t)}
若定义广义坐标的变换方程和t无关，可以证明H等于总能量E = T + V.
{\displaystyle H}的定义的每边各产生一个微分：
{\displaystyle {\begin{matrix}dH&=&\sum _{i}\left[\left({\partial H \over \partial q_{i}}\right)dq_{i}+\left({\partial H \over \partial p_{i}}\right)dp_{i}\right]+\left({\partial H \over \partial t}\right)dt\qquad \qquad \quad \quad \\\\&=&\sum _{i}\left[{\dot {q}}_{i}\,dp_{i}+p_{i}\,d{\dot {q}}_{i}-\left({\partial L \over \partial q_{i}}\right)dq_{i}-\left({\partial L \over \partial {\dot {q}}_{i}}\right)d{\dot {q}}_{i}\right]-\left({\partial L \over \partial t}\right)dt\end{matrix}}}
把前面共轭动量的定义代入这个方程并合并系数，得到哈密顿力学的运动方程，称为哈密顿方程：
{\displaystyle {\partial H \over \partial q_{j}}=-{\dot {p}}_{j},\qquad {\partial H \over \partial p_{j}}={\dot {q}}_{j},\qquad {\partial H \over \partial t}=-{\partial L \over \partial t}}
哈密顿方程是一阶微分方程，因而比拉格朗日方程容易解，因为後者是二阶的。但是，导出运动方程的步骤比拉格朗日力学更繁琐 - 从广义坐标和拉格朗日量开始，必须先计算哈密尔顿量，用共轭动量来表达每个广义坐标，然后将共轭动量代入哈密顿量。总之，用哈密顿力学来解决问题不比用拉格朗日力学简单多少。最终，這會得到和拉格朗日力学和牛顿运动定律同样的解。
哈密顿方法的主要优点在于它提供了经典力学理论的更深刻结果的基础。

## 哈密顿系统的几何
哈密顿系统可以理解为时间R上的一个纤维丛E，其纤维Et，t ∈ R是位置空间。拉格朗日量则是E上的jet丛（射流丛）J上的函数；取拉格朗日量的纤维内的勒让德变换就产生了一个时间上的对偶丛的函数，其在t的纤维是余切空间T*Et，它有一个自然的辛形式，而这个函数就是哈密顿量。

## 数学表述
任何辛流形上的光滑实值函数H可以用来定义一个哈密顿系统。函数H称为哈密顿量或者能量函数。该辛流形则称为相空间。哈密顿量在辛流形上导出一个特殊的向量场，称为辛向量场。
该辛向量场，称为哈密顿向量场，导出一个流形上的哈密顿流。该向量场的一个积分曲线是一个流形的变换的单参数族；该曲线的参数通常称为时间。该时间的演变由辛同胚给出。根据刘维尔定理每个辛同胚保持相空间的体积形式不变。由哈密顿流导出的辛同胚的族通常称为哈密顿系统的哈密顿力学。
哈密顿向量场也导出一个特殊的操作，泊松括号。泊松括号作用于辛流形上的函数，给了流形上的函数空间一个李代数的结构。
特别的有，给定一个函数f
{\displaystyle {\frac {d}{dt}}f={\frac {\partial }{\partial t}}f+\{\,f,H\,\}.}
若已知有一个概率分布, ρ,则（因为相空间速度（{\displaystyle {{\dot {p}}_{i}},{{\dot {q}}_{i}}}）有0散度，而概率是不变的）其传达导数（convective derivative）可以证明为0，所以
{\displaystyle {\frac {\partial }{\partial t}}\rho =-\{\,\rho ,H\,\}.}
这称为刘维尔定理。每个辛流形上的光滑函数G产生一个单参数辛同胚族，而若{ G, H } = 0,则G是守恒的，而该辛同胚是对称变换。
哈密顿向量场的可积性是未解决的问题。通常，哈密顿系统是混沌的；测度，完备性，可积性和稳定性的概念没有良好的定义。迄今为止，动力系统的研究主要是定性的，而非定量的科学。

### 黎曼流形
哈密顿量的重要特例是二次型，也就是，可以如下表达的哈密顿量
{\displaystyle H(q,p)={\frac {1}{2}}\langle p,p\rangle _{q}}
其中{\displaystyle \langle \cdot ,\cdot \rangle _{q}}是纤维{\displaystyle T_{q}^{*}Q}（组态空间中的点q上的余切空间）上的余度量。该哈密顿量完全由动能项组成。
若考虑一个黎曼流形或一个伪黎曼流形，使得存在一个可逆，非退化的度量，则该余度量可以简单的由该度量的逆给出。哈密顿-雅可比方程的解就是流形上的测地线。特别的有，这个情况下的哈密顿流就是测地流。这些解的存在性和解集的完备性在测地线条目中有详细讨论。

### 亚黎曼流形
当余度量是退化的时，它不是可逆的。在这个情况下，这不是一个黎曼流形，因为它没有一个度量。但是，哈密顿量依然存在。这个情况下，在流形Q的每一点q余度量是退化的，因此余度量的阶小于流行Q的维度，因而是一个亚黎曼流形。
这种情况下的哈密顿量称为亚黎曼哈密顿量。每个这样的哈密顿量唯一的决定余度量，反过来也是一样。这意味着每个亚黎曼流形由其亚黎曼哈密顿量唯一的决定，而其逆命题也为真：每个亚黎曼流形有唯一的亚黎曼哈密顿量。亚黎曼测地线的存在性由周-臘雪夫斯基定理给出。
连续实值海森堡群提供了亚黎曼流形的一个例子。对于海森堡群，哈密顿量为
{\displaystyle H(x,y,z,p_{x},p_{y},p_{z})={\frac {1}{2}}\left(p_{x}^{2}+p_{y}^{2}\right)}.
{\displaystyle p_{z}}没有在哈密顿量中被涉及到。

### 泊松代数
哈密尔顿系统可以几种方式推广。如果不仅简单的利用辛流形上的光滑函数的结合代数，哈密尔顿系统可以用更一般的交换有单位的实泊松代数表述。一个状态是一个（装备了恰当的拓扑结构的）泊松代数上的连续线性泛函，使得对于代数中的每个元素A，A2映射到非负实数。
进一步的推广由南部力学给出。